# Ајцуро
Ајцуро (итал. Aizurro) је насеље у Италији у округу Леко, региону Ломбардија.
Према процени из 2011. у насељу је живело 185 становника. Насеље се налази на надморској висини од 494 м.